# Izland az 1988. évi nyári olimpiai játékokon
Izland a dél-koreai Szöulban megrendezett 1988. évi nyári olimpiai játékok egyik részt vevő nemzete volt. Az országot az olimpián 5 sportágban 32 sportoló képviselte, akik érmet nem szereztek.

## Atlétika
Férfi
| Versenyző             | Versenyszám   | Selejtező                     | Selejtező             | Döntő    | Döntő    |
| Versenyző             | Versenyszám   | Eredmény                      | Helyezés              | Eredmény | Helyezés |
| --------------------- | ------------- | ----------------------------- | --------------------- | -------- | -------- |
| Pétur Guðmundsson     | Súlylökés     | 19,21 m                       | 14.                   | kiesett  | kiesett  |
| Vésteinn Hafsteinsson | Diszkoszvetés | 58,94 m (holtverseny) 57,10 m | 19.                   | kiesett  | kiesett  |
| Eggert Bogason        | Diszkoszvetés | érvényes dobás nélkül         | érvényes dobás nélkül | kiesett  | kiesett  |
| Einar Vilhjálmsson    | Gerelyhajítás | 78,92 m                       | 13.                   | kiesett  | kiesett  |
| Siggi Einarsson       | Gerelyhajítás | 75,52 m                       | 27.                   | kiesett  | kiesett  |

Női
| Helga Halldórsdóttir | 400 m gát | 58,99 | 6. | 29. | kiesett | kiesett | kiesett | kiesett | kiesett | kiesett | kiesett | kiesett |

| Versenyző      | Versenyszám   | Selejtező | Selejtező | Döntő    | Döntő    |
| Versenyző      | Versenyszám   | Eredmény  | Helyezés  | Eredmény | Helyezés |
| -------------- | ------------- | --------- | --------- | -------- | -------- |
| Iris Grönfeldt | Gerelyhajítás | 54,28 m   | 26.       | kiesett  | kiesett  |

## Cselgáncs
| Versenyző          | Versenyszám  | Csoport | Selejtező         | 32-es főtábla     | Nyolcaddöntő                             | Negyeddöntő       | Elődöntő          | Vigaszág nyolcaddöntő | Vigaszág negyeddöntő             | Vigaszág elődöntő | Bronz- mérkőzés   | Döntő             | Helyezés |
| Versenyző          | Versenyszám  | Csoport | Ellenfél Eredmény | Ellenfél Eredmény | Ellenfél Eredmény                        | Ellenfél Eredmény | Ellenfél Eredmény | Ellenfél Eredmény     | Ellenfél Eredmény                | Ellenfél Eredmény | Ellenfél Eredmény | Ellenfél Eredmény | Helyezés |
| ------------------ | ------------ | ------- | ----------------- | ----------------- | ---------------------------------------- | ----------------- | ----------------- | --------------------- | -------------------------------- | ----------------- | ----------------- | ----------------- | -------- |
| Bjarni Friðriksson | Félnehézsúly | B       |                   | erőnyerő          | Aurélio Miguel (BRA) · 0000–0000 (bírói) |                   |                   |                       | Dennis Stewart (GBR) · 0000–0101 | kiesett           | kiesett           |                   | 9.       |
| Sigurður Bergmann  | Nehézsúly    | A       |                   | erőnyerő          | Mohamed Ali Rashwan (EGY) · 0000–1100    | kiesett           | kiesett           |                       |                                  |                   |                   |                   | 13.      |

## Kézilabda

### Férfi
| Izlandi férfi kézilabdacsapat-játékoskeret | Izlandi férfi kézilabdacsapat-játékoskeret                                                                                           |
| --- | --- |
| - Alfreð Gíslason - Atli Hilmarsson - Bjarki Sigurðsson - Brynjar Kvaran - Einar Þorvarðarson - Geir Sveinsson - Guðmundur Guðmundsson - Guðmundur Hrafnkelsson | - Jakob Sigurðsson - Karl Þráinsson - Kristján Arason - Páll Ólafsson - Sigurður Gunnarsson - Sigurður Sveinsson - Þorgils Mathiesen |

#### Eredmények
Csoportkör
A csoport
| Csapat                 | M | Gy | D | V | G+  | G–  | Gk  | P  |
| ---------------------- | - | -- | - | - | --- | --- | --- | -- |
| Szovjetunió (URS)      | 5 | 5  | 0 | 0 | 130 | 82  | +48 | 10 |
| Jugoszlávia (YUG)      | 5 | 3  | 1 | 1 | 116 | 111 | +5  | 7  |
| Svédország (SWE)       | 5 | 3  | 0 | 2 | 106 | 91  | +15 | 6  |
| Izland (ISL)           | 5 | 2  | 1 | 2 | 96  | 102 | –6  | 5  |
| Algéria (ALG)          | 5 | 1  | 0 | 4 | 89  | 109 | –20 | 2  |
| Egyesült Államok (USA) | 5 | 0  | 0 | 5 | 83  | 125 | –42 | 0  |

| 1988. szeptember 20. 18:00 | Izland (ISL) | 22–15 | Egyesült Államok (USA) |  |
| 1988. szeptember 20. 18:00 | (8–8)        |       |                        |  |
| 1988. szeptember 20. 18:00 |              |       |                        |  |

| 1988. szeptember 22. 18:00 | Izland (ISL) | 22–16 | Algéria (ALG) |  |
| 1988. szeptember 22. 18:00 | (11– 8)      |       |               |  |
| 1988. szeptember 22. 18:00 |              |       |               |  |

| 1988. szeptember 24. 14:00 | Svédország (SWE) | 20–14 | Izland (ISL) |  |
| 1988. szeptember 24. 14:00 | (12–6)           |       |              |  |
| 1988. szeptember 24. 14:00 |                  |       |              |  |

| 1988. szeptember 26. 10:00 | Jugoszlávia (YUG) | 19–19 | Izland (ISL) |  |
| 1988. szeptember 26. 10:00 | (8–10)            |       |              |  |
| 1988. szeptember 26. 10:00 |                   |       |              |  |

| 1988. szeptember 28. 14:00 | Izland (ISL) | 19–32 | Szovjetunió (URS) |  |
| 1988. szeptember 28. 14:00 | (8–15)       |       |                   |  |
| 1988. szeptember 28. 14:00 |              |       |                   |  |

A 7. helyért
| 1988. szeptember 30. 14:00 | Izland (ISL)                 | 29–31 (h. u.) | NDK (GDR) |  |
| 1988. szeptember 30. 14:00 | (13–12, 23–23, 25–25, 28–28) |               |           |  |
| 1988. szeptember 30. 14:00 |                              |               |           |  |

| Csapat       | Helyezés |
| ------------ | -------- |
| Izland (ISL) | 8.       |

## Úszás
Férfi
| Versenyző             | Versenyszám  | Előfutam | Előfutam | Előfutam | Döntő   | Döntő   | Döntő   | Helyezés |
| Versenyző             | Versenyszám  | Idő      | Hely.    | Össz.    | Típus   | Idő     | Hely.   | Helyezés |
| --------------------- | ------------ | -------- | -------- | -------- | ------- | ------- | ------- | -------- |
| Magnús Ólafsson       | 50 m gyors   | 24,50    | 6.       | 40.      | kiesett | kiesett | kiesett | kiesett  |
| Magnús Ólafsson       | 100 m gyors  | 52,01    | 1.       | 31.      | kiesett | kiesett | kiesett | kiesett  |
| Magnús Ólafsson       | 200 m gyors  | 1:53,05  | 3.*      | 28.*     | kiesett | kiesett | kiesett | kiesett  |
| Ragnar Guðmundsson    | 400 m gyors  | 4:05,12  | 6.       | 37.      | kiesett | kiesett | kiesett | kiesett  |
| Ragnar Guðmundsson    | 1500 m gyors | 15:57,54 | 8.       | 31.      | kiesett | kiesett | kiesett | kiesett  |
| Eðvarð Þór Eðvarðsson | 100 m hát    | 57,70    | 6.       | 17.      | B       | 58,20   | 8.      | 16.      |
| Eðvarð Þór Eðvarðsson | 200 m hát    | 2:05,61  | 7.       | 24.      | kiesett | kiesett | kiesett | kiesett  |
| Eðvarð Þór Eðvarðsson | 200 m vegyes | 2:10,18  | 5.       | 27.      | kiesett | kiesett | kiesett | kiesett  |
| Arnþór Ragnarsson     | 100 m mell   | 1:07,93  | 4.       | 51.      | kiesett | kiesett | kiesett | kiesett  |
| Arnþór Ragnarsson     | 200 m mell   | 2:27,93  | 4.       | 43.      | kiesett | kiesett | kiesett | kiesett  |

Női
| Versenyző                | Versenyszám  | Előfutam | Előfutam | Előfutam | Döntő   | Döntő   | Döntő   | Helyezés |
| Versenyző                | Versenyszám  | Idő      | Hely.    | Össz.    | Típus   | Idő     | Hely.   | Helyezés |
| ------------------------ | ------------ | -------- | -------- | -------- | ------- | ------- | ------- | -------- |
| Bryndís Ólafsdóttir      | 50 m gyors   | 28,38    | 2.       | 37.      | kiesett | kiesett | kiesett | kiesett  |
| Bryndís Ólafsdóttir      | 100 m gyors  | 59,56    | 7.       | 40.      | kiesett | kiesett | kiesett | kiesett  |
| Bryndís Ólafsdóttir      | 200 m gyors  | 2:07,11  | 1.       | 32.      | kiesett | kiesett | kiesett | kiesett  |
| Ragnheiður Runólfsdóttir | 100 m mell   | 1:13,01  | 3.       | 23.      | kiesett | kiesett | kiesett | kiesett  |
| Ragnheiður Runólfsdóttir | 200 m mell   | 2:39,10  | 3.       | 27.      | kiesett | kiesett | kiesett | kiesett  |
| Ragnheiður Runólfsdóttir | 200 m vegyes | 2:22,65  | 4.       | 24.      | kiesett | kiesett | kiesett | kiesett  |

* - egy másik versenyzővel azonos eredményt ért el

## Vitorlázás
Férfi
| Versenyző                                | Versenyszám    | Futam | Futam | Futam | Futam | Futam  | Futam | Futam | Pontszám | Helyezés |
| Versenyző                                | Versenyszám    | 1     | 2     | 3     | 4     | 5      | 6     | 7     | Pontszám | Helyezés |
| ---------------------------------------- | -------------- | ----- | ----- | ----- | ----- | ------ | ----- | ----- | -------- | -------- |
| Gunnlaugur Jónasson Ísleifur Friðriksson | 470-es osztály | 27,0  | 23,0  | 26,0  | 21,0  | (36,0) | 27,0  | 22,0  | 146,0    | 22.      |